# Scuderie reali di Cordova
Le Scuderie reali di Cordova sono un insieme di scuderie che si trovano nel centro storico della città di Cordova, note per aver ospitato i migliori cavalli di razza andalusa.

## Storia
Il 28 novembre 1567 vennero formalizzati, con decreto reale di Filippo II, gli standard della razza del cavallo spagnolo e il re incaricò Diego López de Haro y Sotomayor, primo marchese di El Carpio, di costruire una scuderia su una parte dell'Alcázar de los Reyes Cristianos al confine con il Guadalquivir.
I cavalli prodotti nelle Scuderie reali venivano marchiati con un marchio che conteneva una R (che stava per Real) all'interno di una C (che stava per Córdoba) sormontata da una corona e si è trattato del "primo marchio utilizzato sui primi cavalli della razza".

## Architettura e allestimenti
Il design dell'edificio è caratterizzato da un proprio stile militare che però è in armonia con la vicina fortezza dell'Alcázar. L'area principale è caratterizzata da una copertura a volte a crociera sorretta da colonne in arenaria ed è suddivisa in piccole stalle. L'edificio dispone di un'esposizione equestre permanente.